# Lorenzana
Pour les articles homonymes, voir Lorenzana (homonymie).
Lorenzana est une commune de la province de Pise, dans la région Toscane, en Italie.

## Administration
| Période                                  | Période  | Identité      | Étiquette       | Qualité |
| ---------------------------------------- | -------- | ------------- | --------------- | ------- |
| 14 juin 2004                             | En cours | Giuseppe Pepi | Centro-Sinistra |         |
| Les données manquantes sont à compléter. |          |               |                 |         |

### Hameaux
- frazioni : Laura, Tremoleto ;
- Groupement d'habitations : I Greppioli, La Casa, Collealberti, La Fonte.

- agglomerati : Roncione, Vicchio.

### Communes limitrophes
Casciana Terme, Crespina, Fauglia, Lari, Orciano Pisano, Santa Luce.